# (10669) Herfordia
(10669) Herfordia (1977 FN) – planetoida z pasa głównego asteroid okrążająca Słońce w ciągu 4,38 lat w średniej odległości 2,68 j.a. Odkryta 16 marca 1977 roku.